# 台鉄弁当
台鉄弁当（繁体字中国語: 臺鐵便當）とは台湾鉄路管理局（台鉄）が駅および列車内で販売している駅弁のことである。

## 定義
台鉄弁当は、台鉄内の餐旅服務総所が経営を請け負っている。
台湾政府の統計によると、台鉄弁当の1年間（2015年）の売上は33億900万台湾ドルで、販売した弁当の数は1000万個に達している。

## 特徴
台湾総督府時代から日本の影響を受け、今日の台湾は日本以外、唯一「駅弁」という文化を持っている国である。そのため、日本の駅弁との共通点が多い。

### 日本式駅弁との違い
一番異なっている部分は、台湾現地の食習慣に合わせ「必ず温かい状態で販売される」ことである。
台鉄が販売している駅弁で最も有名なのは排骨弁当であるが、南北で付け合わせのおかずが異なる。排骨とは中華風の骨付きトンカツのこと。台湾の排骨の麺衣はパン粉では無く、中華の小籠包や包子の生地のようなものを使う。そして排骨は揚げた後もう一度台湾風の味噌醤油で煮て、味を深める。
ほかの味もあり、駅によって鶏の太股フライ・鶏の太股の醬油煮込み・豆腐の醬油煮込み・角煮等がある。
- 台中駅で販売されている排骨弁当
- 台北駅で販売されている台鉄排骨弁当
- 汐止駅で販売されている台鉄排骨弁当
- 高雄駅で販売されている台鉄排骨弁当
- 台鉄排骨弁当
- 奮起湖弁当の一つ
- 奮起湖弁当の一つ
- 福隆弁当
- 池上弁当

### 食材・売り方
台鉄弁当の基本的な構成は、大きな排骨（豚スペアリブの煮付け）と滷蛋（台湾風煮卵）1個、豆腐干1個及びご飯、そして沢庵漬けや高菜などの付け合わせから成る。
台鉄弁当は、現在でも列車乗務員による車内販売が行われており、標準中国語あるいは台湾語によって販売されている。台鉄弁当の容器がステンレス製であった時期、乗客が弁当を食べ終わった後、容器は乗務員が回収し、洗浄後再利用していた。しかしほとんどの乗客が容器を持ち帰ってしまうため、その回収率は高くなかった。さらにステンレス製の容器はコストがかかったため、弁当の容器は木製に改められ、現在はさらに紙製の容器のものも販売されている。しかし近年のレトロブームの高まりを受け、台鉄はステンレス製円形弁当容器の駅弁を度々復刻販売している。
なお、台湾には台鉄自身が販売している台鉄弁当のほかに、奮起湖弁当、福隆弁当、池上弁当などがある。
- 弁当の包装（箸付き）
- 弁当の包装（箸無し）
- 台北駅1階にある台鉄弁当本舖1号店
- 車内販売の様子

## 沿革
台湾における駅弁は日本統治時代からあり、鉄道乗車時における食堂車以外の供食サービスとして開始された。
第二次世界大戦後、台湾を統治した国民政府は台湾鉄路管理局を設立し、1949年（民国38年）から松山駅、台北駅、台中駅、高雄駅、花蓮駅など5つの駅構内食堂の従業員による弁当の車内販売を開始した。台鉄対号特快である成功号、銘伝号、平等号、莒光号、自強号などの列車には食堂車が連結されていたが、同時に弁当、土産品、飲料の車内販売が行われた。しかし利益率が低いため、食堂車は後に廃止された。
第二次大戦後、駅弁販売業者に関する規制がなかったため、駅弁販売の個人事業者が徐々に増えていった。しかし、1960年に台鉄は「小営」部を成立し、駅弁販売業者を統合した。この後駅弁は、台鉄にとって鉄道輸送事業に次ぐ主要商品となっていった。
2000年、台鉄は32年ぶりに排骨菜飯弁当を6月9日の鉄路節に合わせて販売した。当初は限定1000個で売り出す予定であったが、販売開始の前日から行列ができ、わずか20分で完売した。そのため台鉄は追加販売を決定し、最終的に9万個以上の駅弁が追加で売り出された。
2003年1月、台鉄弁当は東京の京王百貨店で催された元祖有名駅弁と全国うまいもの大会で販売され、15分で700個を売り上げた。その後、台鉄弁当は2004年と2016年にも同大会で販売された。
2013年3月9日、JR北海道で運行されているSL冬の湿原号と、台鉄で運行されているCK124SL列車の姉妹列車締結1周年を記念して、釧路駅の駅弁調製業者釧祥館とのコラボ商品である、台鉄・北海道特色弁当（臺鐵‧北海道特色便當）が台北駅で発売された。台鉄・北海道特色弁当は、（2016年5月）現在でも月曜日から木曜日の昼間に限り数量限定で販売している。
2015年2月26日、台湾鉄道と京浜急行電鉄の友好鉄道協定締結1周年を記念して、台鉄弁当の販売が行われることが決定した。そのため、同年5月24日に行われた京急ファミリー鉄道フェスタ2015で台鉄弁当の販売が行われたが、午前中で1000食が完売したため後日品川駅で販売を行った。
2015年7月、台鉄は国際駅弁祭り（國際鐵道便當節）を初めて開催し、台湾、日本、インド、イギリスなど6か国11社の駅弁が販売された。台鉄弁当は台北、台中、高雄、七堵の4つの工場が参加した。この祭りに先立って、台鉄弁当は新たにトースト弁当を開発した。これは台鉄弁当に使用されている食材にフレンチトーストを組み合わせた弁当である。
また、台鉄弁当そのものではないが、台湾鉄道と東武鉄道の友好鉄道協定締結を記念して、東武伊勢崎線（東武スカイツリーライン）浅草駅、北千住駅の駅売店、スペーシアの車内販売において、台湾の駅弁をモデルにした「台湾排骨弁当」を発売している。イベント向けでなく、通常メニューとして発売されるのは初めてである。

## 受賞
- 2020年以降にブランディングの一環として台湾設計研究院（中国語版）（TDRI）と共同で、ロゴや店舗・パッケージのデザインを一新したが[24][25]、リニューアルした嘉義駅の店舗や新メニューのパッケージデザインが2022年のグッドデザイン賞を受賞した[26][27]。